# Trattato delle quattro potenze
Il trattato delle quattro potenze (Stati Uniti, Gran Bretagna, Francia e Giappone) fu il primo dei quattro accordi avvenuti durante la conferenza navale di Washington.

## Storia

### Antefatto
Firmato il 13 dicembre 1921, esso doveva costruire una sorta di cornice diplomatica entro la quale inserire i nuovi rapporti tra le potenze vincitrici, assorbendo anche le esigenze dell'alleanza anglo-nipponica. Da parte britannica persisteva una certa propensione a cercare dagli alleati il riconoscimento di interessi speciali del Giappone e della Gran Bretagna stessa in alcune regioni della Cina. Questa tesi, sulla quale ovviamente concordavano i giapponesi, fu nettamente respinta dagli americani, che riuscirono a far prevalere il loro punto di vista.